# La Murette
La Murette – miejscowość i gmina we Francji, w regionie Owernia-Rodan-Alpy, w departamencie Isère.
Według danych na rok 1990 gminę zamieszkiwały 1322 osoby, a gęstość zaludnienia wynosiła 313 osób/km² (wśród 2880 gmin regionu Rodan-Alpy La Murette plasuje się na 633. miejscu pod względem liczby ludności, natomiast pod względem powierzchni na miejscu 1574.).